# たばこ警告表示

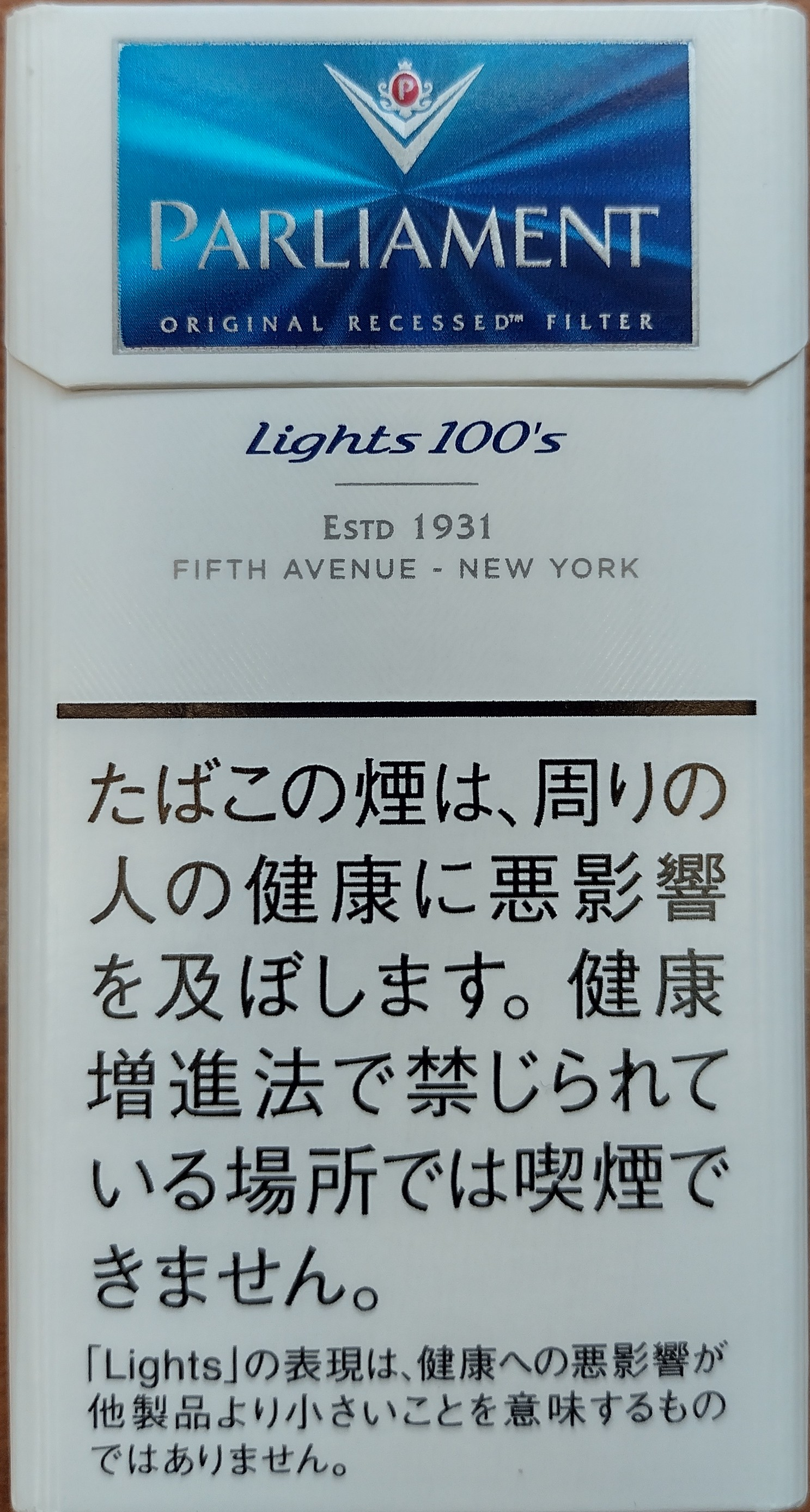
日本の紙巻きたばこの箱に書かれた警告表示（2022年、パーラメント、フィリップモリス）

たばこ警告表示（たばこけいこくひょうじ）は、たばこの包装やたばこ関連商品に表示されている健康に関する警告である。この警告は喫煙の危険性を広く知らしめるためのものである。たばこ広告文へのこのような警告文の掲載は、2005年2月27日に発効したたばこ規制枠組条約（世界保健機関が管理）の第11条でたばこ製品の包装及びラベルを規定しており、具体的な健康への影響を警告する表示方法については、締約各国が個別に国内法化を行っている。
2000年、たばこ規制枠組条約の発効に先駆けて、世界で最初に画像入りのたばこ警告表示を採用したのはカナダである。同条約第11条では、画像や絵の表示は任意としているものの、画像警告表示の導入国はその後も増加し、2010年には34か国、2015年には77か国に達している。以下、各国の事情を記す。

## 日本
日本もたばこ規制枠組条約に原加盟しており、これを履行する国内法としては「たばこ事業法」（昭和五十九年法律第六十八号）第39条と、これに基づく財務省令の「たばこ事業法施行規則」（昭和六十年大蔵省令第五号）第36条および別表第一から第六がある。たばこ警告表示に関連する法源としては別途、「健康増進法」（平成14年法律第103号）および個別の厚生労働省令があり、喫煙者本人だけでなく受動喫煙の配慮義務が規定されている。
2005年のたばこ規制枠組条約発効以前は、1972年から1989年まで「健康のため吸いすぎに注意しましょう」、1990年から2005年まで「あなたの健康を損なうおそれがありますので吸いすぎに注意しましょう」とパッケージの側面に書かれているのみであった。さらにさかのぼる1972年以前には、何の警告や注意文もなかった。テレビコマーシャルにおいても、1989年ごろから、従来の「未成年者の喫煙は禁じられています」の文言に追加して上記が併記されていた。
同条約の発効により、第11条でたばこの警告表示および情報は、「主たる表示面の50パーセント以上を占めるべきであり、主たる表示面の30パーセントを下回るものであってはならない」と定められ、日本においても下限である30パーセントが適用されてきた。これに対し、医学や公衆衛生学などの専門家から構成される日本学術会議は、各国の警告表示と比べ日本の警告表示は未だ不十分であることを理由に、2008年3月4日に「要望 脱タバコ社会の実現に向けて」を発表した。同要望書では、たばこ箱の警告文についても言及しており、提言5の中で「タバコ箱の警告文を簡潔かつ目立つようにする」こと、提言7では「もっぱら販売のための広告に際しての注意表示義務等に留まっているタバコに関する規制のあり方について、タバコの直接的・間接的被害より国民を守るという立場から規制する」ことを日本政府に求めていた。
2018年12月28日、財務大臣の諮問機関である財政制度等審議会のたばこ事業等分科会は、50パーセント以上に警告・情報表示面積を引き上げる規制見直し案を公表した。2018年12月当時の諸外国の表示面積はフランス、イギリス、ドイツが全体の65%、ロシアや韓国が50%、スイスが表面35%・裏面50%、中国が35%を適用しており、国際水準との比較において日本でも見直しが検討された。この見直し検討の背景として、2020年に開催される東京オリンピックの存在も指摘されている。この見直しの結果、たばこ事業法施行規則 第36条第4号では「当該主要な面の面積に十分の五を乗じて得た面積」、すなわち50パーセント以上に条文が改められている。
2018年12月の見直し案では表示面積だけでなく、加熱式たばこの普及に対応した表示や、受動喫煙のリスク表示強化など適用範囲の拡大も盛り込まれた。これらの拡大・強化はたばこ事業法施行規則 別表第一から第六に反映されている。ただし、諸外国で導入されている警告画像表示については、2018年12月時点では見送った。

### 表面の警告表示
表面に50％以上の表示面積（最低1300平方ミリメートル以上）で、大きく、明瞭に、容器包装を開く前及び開いた後において読みやすいよう、印刷し又はラベルを貼る方法により表示されなければならない。白か黒の文字が明瞭に判別できなければならない。表示を区分する枠または直線は、太さ1ミリメートル以上の実線でなければならない。
- 紙巻たばこ、葉巻きたばこ、パイプたばこ及び刻みたばこ
  - たばこの煙は、周りの人の健康に悪影響を及ぼします。健康増進法で禁じられている場所では喫煙できません。
  - 望まない受動喫煙が生じないよう、屋外や家庭でも周囲の状況に配慮することが、健康増進法上、義務付けられています。
  - たばこの煙は、あなただけでなく、周りの人が肺がん、心筋梗塞など虚血性心疾患、脳卒中になる危険性も高めます。
  - たばこの煙は、子供の健康にも悪影響を及ぼします。たばこの誤飲を防ぐため、乳幼児の手が届かない所に保管・廃棄を。
  - 妊娠中の喫煙は、胎児の発育不全のほか、早産や出生体重の減少、乳幼児突然死症候群の危険性を高めます。
- 加熱式たばこ
  - 加熱式たばこの煙（蒸気）は、周りの人の健康への悪影響が否定できません。健康増進法で禁じられている場所では喫煙できません。
  - 望まない受動喫煙が生じないよう、屋外や家庭でも周囲の状況に配慮することが、健康増進法上、義務付けられています。
  - 加熱式たばこの煙（蒸気）は、子供の健康への悪影響が否定できません。たばこの誤飲を防ぐため、乳幼児の手が届かない所に保管・廃棄を。
- かみたばこ
  - 妊娠中のかみたばこの使用は、妊娠高血圧症候群、早産や出生体重の減少のおそれがあります。
  - 誤飲を防ぐため、たばこは、乳幼児の手が届かない所に保管・廃棄しましょう。
- かぎたばこ
  - 妊娠中のかぎたばこの使用は、妊娠高血圧症候群、早産や出生体重の減少のおそれがあります。
  - 誤飲を防ぐため、たばこは、乳幼児の手が届かない所に保管・廃棄しましょう。

「low tar」、「light」、「ultra light」、「mild」その他の紙巻等たばこの消費と健康との関係に関して消費者に誤解を生じさせるおそれのある文言を容器包装に表示する場合には下記のディスクレーマー表示を表面にあわせて表示すること。
- 「○○」の表現は、健康への悪影響が他製品より小さいことを意味するものではありません。

### 裏面の警告表示
裏面に以下の自身への警告表示のいずれか一つ（概ね製品ごとに均等に表示）と20歳未満の喫煙等の禁止表示（別表第三）を50％以上の表示面積をもって表示。

#### 自身への健康上の警告（別表第二）
- 紙巻たばこ、葉巻たばこ、パイプたばこ及び刻みたばこ
  - 喫煙は、様々な疾病になる危険性を高め、あなたの健康寿命を短くするおそれがあります。ニコチンには依存性があります。
  - 喫煙は、肺がんをはじめ、あなたが様々ながんになる危険性を高めます。
  - 喫煙は、動脈硬化や血栓形成傾向を強め、あなたが心筋梗塞など虚血性心疾患や脳卒中になる危険性を高めます。
  - 喫煙は、あなたが肺気腫など慢性閉塞性肺疾患（ＣＯＰＤ）になり、呼吸困難となる危険性を高めます。
  - 喫煙は、あなたが歯周病になる危険性を高めます。
- 加熱式たばこ
  - 加熱式たばこの煙（蒸気）は、発がん性物質や、依存性のあるニコチンが含まれるなど、あなたの健康への悪影響が否定できません。
- かみたばこ
  - かみたばこの使用は、あなたが口腔がん等のがんになる危険性を高めます。ニコチンには依存性があります。
- かぎたばこ
  - かぎたばこの使用は、あなたが口腔がん等のがんになる危険性を高めます。ニコチンには依存性があります。

#### 20歳未満の喫煙等の禁止表示（別表第三）
- 紙巻たばこ、葉巻たばこ、パイプたばこ、刻みたばこ及び加熱式たばこ
  - 20歳未満の者の喫煙は、法律で禁じられています。
- かみたばこ及びかぎたばこ
  - 20歳未満の者の使用は、法律で禁じられています。

### ニコチン・タール含有量を表示した面
財務大臣の定める方法により測定したたばこ煙中に含まれるタール量及びニコチン量（品質のばらつきが大きいこと等によりタール量及びニコチン量の測定が著しく困難であるとして財務大臣が定める紙巻等たばこに係るものを除く）。あわせて、下記の表示も行う。
- ニコチン・タールの摂取量は、吸い方により製品に表示された値とは異なります。

### 2005年7月 - 2019年12月までの警告表示
AB各群それぞれ1種類を主要な2面に30％以上の面積を使って表示

A
- 喫煙は、あなたにとって肺がんの原因の一つとなります。疫学的な推計によると、喫煙者は肺がんにより死亡する危険性が非喫煙者に比べて約2倍から4倍高くなります。　(詳細については、厚生労働省のホーム・ページwww.mhlw.go.jp/topics/tobacco/main.htmlをご参照ください。)
- 喫煙は、あなたにとって心筋梗塞の危険性を高めます。疫学的な推計によると、喫煙者は心筋梗塞により死亡する危険性が非喫煙者に比べて約1.7倍高くなります。(詳細については、厚生労働省のホーム・ページwww.mhlw.go.jp/topics/tobacco/main.htmlをご参照ください。)
- 喫煙は、あなたにとって脳卒中の危険性を高めます。疫学的な推計によると、喫煙者は脳卒中により死亡する危険性が非喫煙者に比べて約1.7倍高くなります。(詳細については、厚生労働省のホーム・ページwww.mhlw.go.jp/topics/tobacco/main.htmlをご参照ください。)
- 喫煙は、あなたにとって肺気腫を悪化させる危険性を高めます。(詳細については、厚生労働省のホーム・ページwww.mhlw.go.jp/topics/tobacco/main.htmlをご参照ください。)

B
- 妊娠中の喫煙は、胎児の発育障害や早産の原因の一つとなります。疫学的な推計によると、たばこを吸う妊婦は、吸わない妊婦に比べ、低出生体重の危険性が約2倍、早産の危険性が約3倍高くなります。(詳細については、厚生労働省のホーム・ページwww.mhlw.go.jp/topics/tobacco/main.htmlをご参照ください。)
- たばこの煙は、あなたの周りの人、特に乳幼児、子供、お年寄りなどの健康に悪影響を及ぼします。喫煙の際には、周りの人の迷惑にならないように注意しましょう。
- 人により程度は異なりますが、ニコチンにより喫煙への依存が生じます。
- 未成年者の喫煙は、健康に対する悪影響やたばこへの依存をより強めます。周りの人から勧められても決して吸ってはいけません。

あわせて、ニコチン・タール含有量を原則として表示する。

## 欧州
欧州連合（EU）加盟国では、たばこの包装に決められた大きさの警告文を載せることが義務付けられている。すなわち、たばこの箱の前面の30%、背面の40%を警告に当てなければならない（国によってはそれ以上の面積の国もある）。警告文は、その国で使われている公用語で、欧州連合に承認された文章を表示する。これらの警告は、黒く太い縁取りの中に、白の背景で、太く黒いHelveticaの書体で書かなければならないとされている。
表示される内容は国によって異なるが、原則として表面では下記の例の1～3番目のような「喫煙は死をもたらす」「喫煙は周囲に害をもたらす」という直接的な警告文が、裏面にはその他の具体的な害に関する文面が掲載される。
- 喫煙は、死をもたらします。
  - 英: Smoking kills.
  - 独: Rauchen kann tödlich sein
  - アイスランド語：Reykingar drepa
  - 伊: Il fumo uccide (喫煙は死をもたらします。)
  - 伊: Il fumo può uccidere. (喫煙は死亡の原因となります。)
  - ラトビア語：Smēķēšana nogalina
  - 蘭: Roken is dodelijk
  - 西: Fumar mata.
  - ポルトガル語：Fumar mata.
  - スウェーデン語：Rökning dödar
  - トルコ語： Sigara içmek öldürür.
- 喫煙者は、早死にします。
  - 英: Smokers die younger.
  - 独: Raucher sterben früher.
  - 仏: Les fumeurs meurent prématurément.
  - 伊: I fumatori muoiono prima.
  - ラトビア語：Smēķētaji mirst jauni
  - 蘭: Rokers sterven jonger
  - ポルトガル語：Os fumadores morrem prematuramente.
  - トルコ語： Sigara içenler genç yaşta ölür.
- 喫煙はあなたとあなたの近くの人に重大な健康被害を与えます。
  - 独: Rauchen fügt Ihnen und den Menschen in Ihrer Umgebung erheblichen Schaden zu.
  - 伊: Il fumo danneggia gravemente te e chi ti sta intorno.
  - アイスランド語：Reykingar eru mjög skaðlegar fyrir þig og þá sem eru nálægt þér.
  - ラトビア語：Smēķēšana nopietni apdraud Jūs un cilvēkus Jums blakus
  - ポルトガル語：Fumar prejudica gravemente a sua saúde e a dos que o rodeiam.
- 喫煙は動脈を詰まらせ、心臓発作と脳卒中を引き起こします。
  - 英: Smoking clogs the arteries and causes heart attacks and strokes
  - 独: Rauchen führt zur Verstopfung der Arterien und verursacht Herzinfarkte und Schlaganfälle.
  - 仏: Fumer bouche les artères et provoque des crises cardiaques et des attaques cérébrales.
  - 伊: Il fumo ostruisce le arterie e provoca infarti e ictus.
  - アイスランド語：Reykingar stífla slagæðar og valda kransæðastíflu og heilablóðfalli.
  - ラトビア語：Smēķēšana izraisa artēriju nosprostošanos un rada sirdslēkmes un insultu
  - 蘭: Roken veroorzaakt verstopping van de bloedvaten, hartaanvallen en beroertes
  - ポルトガル語：Fumar bloqueia as artérias e provoca ataques cardíacos e enfartes.
  - トルコ語： Sigara içmek damarları tıkar, kalp krizine ve felçlere neden olur.
- 喫煙は、致命的な癌の原因となります。
  - アイスランド語：Reykingar valda krabbameini.
- 喫煙は、致命的な肺癌の原因となります。
  - 英: Smoking causes fatal lung cancer
  - 独: Rauchen verursacht tödlichen Lungenkrebs.
  - 仏: Fumer provoque le cancer mortel du poumon.
  - 伊: Il fumo provoca cancro mortale ai polmoni.
  - アイスランド語：Reykingar valda banvænu krabbameini í lungum.
  - ラトビア語：Smēķēšana izraisa neārstējamu plaušu vēzi
  - 蘭: Roken veroorzaakt dodelijke longkanker
  - ポルトガル語：Fumar provoca o cancro pulmonar mortal.
  - トルコ語： Sigara içmek ölümcül akciğer kanserine neden olur.
- 喫煙は喉頭癌の原因となります。
  - 伊: Il fumo provoca il cancro della cavità orale.
- 喫煙中、あなたの子供は害を受けています。
  - 英: Smoking when pregnant harms your baby
  - 独: Rauchen in der Schwangerschaft schadet Ihrem Kind
  - 仏: Fumer pendant la grossesse nuit à la santé de votre enfant.
  - ラトビア語：Smēķēšana grūtniecības laikā kaitē Jūsu bērnam
- 子供を守れ。子供の近くで喫煙してはいけない。
  - 英: Protect children: don't make them breathe your smoke
  - 独: Schützen Sie Kinder — lassen Sie sie nicht Ihren Tabakrauch einatmen!
  - 仏: Protégez les enfants : ne leur faites pas respirer votre fumée.
  - 伊: Proteggi i bambini, non fumare in loro presenza.
  - アイスランド語：Verndaðu börnin - Láttu þau ekki anda að sér tókbaksreyk.
  - ラトビア語：Sargiet bērnus: nelieciet viņiem elpot tabakas dūmus!
  - トルコ語： Çocukları koruyun: Dumanınızı onlara solutmayın.
- あなたの医者や薬剤師は、禁煙の相談に乗ってくれます。
  - 英: Your doctor or your pharmacist can help you stop smoking.
  - 独: Ihr Arzt oder Apotheker kann Ihnen dabei helfen, das Rauchen aufzugeben.
  - 仏: Votre médecin ou votre pharmacien peuvent vous aider à arrêter de fumer.
  - アイスランド語：Læknirinn þinn eða lyfjafræðingur geta hjálpað þér að hætta að reykja.
  - 伊: Il medico o il tuo farmacista possono aiutarti a smettere di fumare.
  - ラトビア語：Atmest smēķēšanu Jums var palīdzet Jūsu ġimenes ārsts un farmaceits
  - 蘭: Uw arts of apotheker kan u helpen te stoppen met roken
  - トルコ語： Sigarayı bırakmak için doktorunuzdan ve ...’den yardım isteyin. (To quit smoking ask for help from your doctor and ...)
- あなたの禁煙に助言する医療専門家もいます。
  - 伊: Specialisti del settore medico possono aiutarti a smettere di fumare.
  - トルコ語： Sağlık kuruluşları sigarayı bırakmada size yardımcı olabilir. (Health agencies can help you quit smoking)
- たばこはすぐに依存症になります。まずは吸わないことです！
  - 英: Smoking is highly addictive, don't start.
  - 独: Rauchen macht sehr schnell abhängig: Fangen Sie gar nicht erst an!
  - 仏: Fumer crée une forte dépendance, ne commencez pas.
  - 伊: Il fumo crea un'elevata dipendenza, non iniziare.
  - 蘭: Roken werkt zeer verslavend; begin er niet mee
  - ポルトガル語：Fumar causa elevada dependência. Não comece a fumar.
  - トルコ語： Sigara içmek yüksek derecede bağımlılık yapar, başlamayın.
- 喫煙をやめることで、致命的な心肺病の危険性が減ります。
  - 英: Stopping smoking reduces the risk of fatal heart and lung diseases.
  - 独: Wer das Rauchen aufgibt, verringert das Risiko tödlicher Herz- und Lungenerkrankungen.
  - 仏: Arrêter de fumer réduit les risques de maladies cardiaques et pulmonaires mortelles.
  - 伊: Smettere di fumare riduce il rischio di malattie cardiovascolari e polmonari mortali.
  - 蘭: Stoppen met roken vermindert het risico op dodelijke hart- en longziekten
  - ポルトガル語：Deixar de fumar reduz os riscos de doenças cardiovasculares e pulmonares mortais.
  - トルコ語： Sigarayı bırakmak ölümcül kalp ve akciğer hastalıkları riskini azaltır.
- 喫煙はゆっくりと、苦痛を伴う死をもたらします。
  - 英: Smoking can cause a slow and painful death.
  - 独: Rauchen kann zu einem langsamen und schmerzhaften Tod führen.
  - 仏: Fumer peut entraîner une mort lente et douloureuse.
  - 伊: Il fumo può provocare una morte lenta e dolorosa.
  - 蘭: Roken kan leiden tot een langzame, pijnlijke dood
  - スウェーデン語：Rökning kan leda till en långsam och smärtsam död
  - トルコ語： Sigara içmek ağrılı ve yavaş bir ölüme neden olabilir.
- 禁煙したい人は書かれている電話番号先に相談してください。
  - 英: Get help to stop smoking: telephone/postal address/internet address/consult your doctor/pharmacist
  - 仏: Faites-vous aider pour arrêter de fumer : téléphonez au 0 825 309 310 (0,15 euro/min)
- 喫煙は血液循環障害の原因となり、インポテンツを引き起こします。
  - 英: Smoking may reduce the blood flow and cause impotence.
  - 独: Rauchen kann zu Durchblutungsstörungen führen und verursacht Impotenz.
  - 仏: Fumer peut diminuer l'afflux sanguin et provoque l'impuissance.
  - 伊: Il fumo può ridurre la circolazione sanguigna e causa impotenza.
  - 蘭: Roken veroorzaakt impotentie
  - ポルトガル語：Fumar pode reduzir o fluxo de sangue e provoca impotência.
  - トルコ語： Sigara içmek kan akışını yavaşlatır ve cinsel iktidarsızlığa neden olur.
- 喫煙で、皮膚が老化します。
  - 英: Smoking causes ageing of the skin.
  - 独: Rauchen lässt Ihre Haut altern.
  - 伊: Il fumo invecchia la pelle.
  - 蘭: Roken veroudert uw huid
  - ポルトガル語：Fumar provoca o envelhecimento da pele.
  - トルコ語： Sigara içmek cildin erken yaşlanmasına neden olur.
- 喫煙は精子に悪影響を与え、子供が生まれにくくなります。
  - 英: Smoking can damage the sperm and decreases fertility
  - 独: Rauchen kann die Spermatozoen schädigen und schränkt die Fruchtbarkeit ein.
  - 仏: Fumer peut nuire aux spermatozoïdes et réduit la fertilité.
  - 伊: Il fumo può danneggiare lo sperma e diminuisce la fertilità.
  - 蘭: Roken kan het sperma beschadigen en vermindert de vruchtbaarheid
  - トルコ語： Sigara içmek spermlere zarar vererek doğurganlığı azaltır.
- たばこの煙はベンゼン、ニトロソアミン、ホルムアルデヒドとシアン化水素を含みます。
  - 英: Smoke contains benzene, nitrosamines, formaldehyde and hydrogen cyanide.
  - 独: Rauch enthält Benzol, Nitrosamine, Formaldehyd und Blausäure
  - 仏: La fumée contient du benzène, des nitrosamines, du formaldéhyde et du cyanure d'hydrogène.
  - 伊: Il fumo contiene benzene, nitrosammine, formaldeide e acido cianidrico.
  - 蘭: Tabaksrook bevat benzeen, nitrosaminen, formaldehyde en waterstofcyanide
  - トルコ語： Sigara dumanında benzen, nitrozamin, formaldehit ve hidrojensiyanit gibi kanser yapıcı maddeler bulunur.
- 妊娠中の喫煙は、あなたの子供を傷つけます
  - 伊: Fumare in gravidanza fa male al bambino.
  - アイスランド語：Reykingar á meðgöngu skaða barnið þitt.
  - 蘭: Roken tijdens de zwangerschap is slecht voor uw baby
  - 蘭: Bescherm kinderen: laat hen niet uw rook inademen
  - ポルトガル語：Se está grávida: fumar prejudica a saúde do seu filho.
  - スウェーデン語：Rökning under graviditet kan skada ditt foster
  - トルコ語： Hamile iken sigara içmek bebeğe zarar verir.
- あなたの禁煙の手助けをします。
  - 伊: Fatti aiutare a smettere di fumare.
- たばこはあなたの健康にさまざまな危害を加えます。
  - スウェーデン語：Tobak skadar din hälsa allvarligt

公用語が複数ある加盟国では、文字の大きさを調整して、すべての言語で表示しなければならない。例えばベルギーではオランダ語、フランス語、ドイツ語の3つで、ルクセンブルクではフランス語とドイツ語で書かれている。
欧州連合で売られるたばこの箱の側面には、煙に含まれるニコチン、タール、一酸化炭素の量を示さなければならない。
側面の表示
- 成分表示（15%の表面の、小さなプリント）：タバコ葉 - 巻き紙 - 香りと味の成分
- 1本あたりの有毒成分の重量表示（黒枠で白地に太字で）:タール、ニコチン、一酸化炭素。

2003年、欧州連合ではたばこの売り上げが急増した。これは欧州連合が2003年1月に定めた警告に関する取り決めの不備によるものであった。中には「あなたは明日、バスに轢かれるかもしれません」といったシールを上から貼って、本来の警告を隠しているケースもあった。

### イギリス
イギリスで警告文が初めて掲載されたのは2003年のことである。ショッキングな絵が掲載されるようになったのは2008年からで、労働党・ブラウン政権下で保健大臣を務めたアラン・ジョンソンが2007年8月に命じたことによる。
2018年時点で、イギリスの警告表示面積は65%以上と規定されている。

### オーストリア
オーストリアの公用語はドイツ語であり、書かれている警告文もドイツ語である。

### フランス
商品名で禁じられている単語：light, ultra-light, légere、その他、害が少ないことを暗示する単語。（これらの単語は色名に置き換えられたものが多い。これは他の国でも同様である。）

### アイルランド
アイルランドでは、1991年12月31日に発効した行政委任立法 (Statutory Instrument) の326/1991にて、たばこの警告文は"Irish Government Warning" (アイルランド政府からの警告) で始まると規定されている。このSI 326/1991は、欧州連合の規則 (89/622/EEC) を国内法化したものである。同SIでは8種類のメッセージの1つを箱に書くことが義務付けられていた。
2008年9月まで警告文は英語だけだったが、2008年10月からは、アイルランド語と英語を併記されている。それにより、面積も表面3割・裏面4割から表面45%・裏面60%に拡大されている。

### イタリア
イタリアでは義務付けられた以上の文が付けられることもあり、例えばフィリップモリスには、禁煙方法について書かれた説明書が添付されている。

### トルコ
トルコは2007年現在では欧州連合加盟国ではないが、加盟が検討されており、たばこの警告については欧州連合の基準に沿ったものとなっている。面積は表面4割・裏面5割である。

### ラトビア
ラトビアでは"Veselības ministrija brīdina"（保健省からの警告）で始まる。面積は表面4割・裏面5割である。

### リトアニア
リトアニアでは枠内の面積は表面3割・裏面4割だが、表面の上部"にSveikatos apsaugos ministerija ispèja"の表記がある。

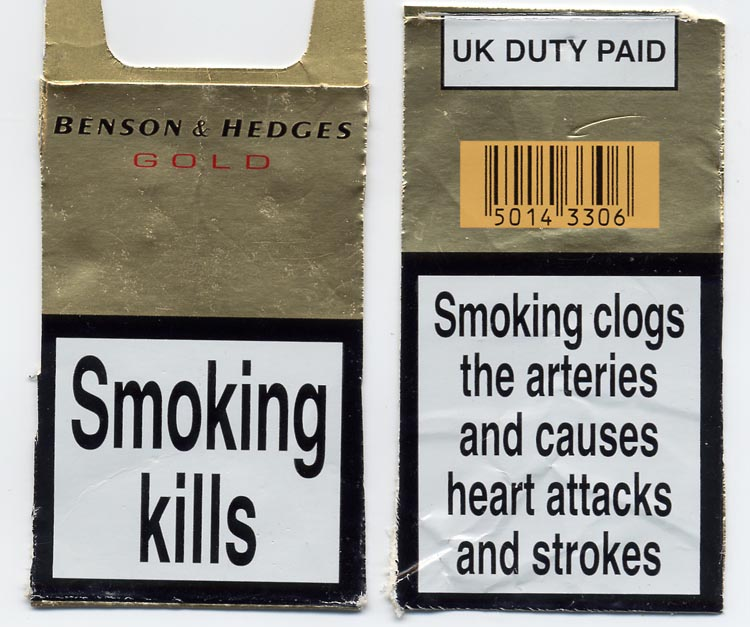
イギリス（ベンソン&ヘッジス）
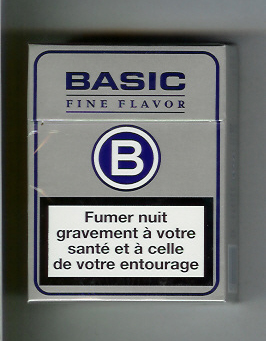
フランス（ベーシック）
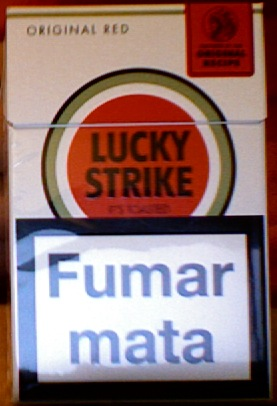
ポルトガル（ラッキーストライク）
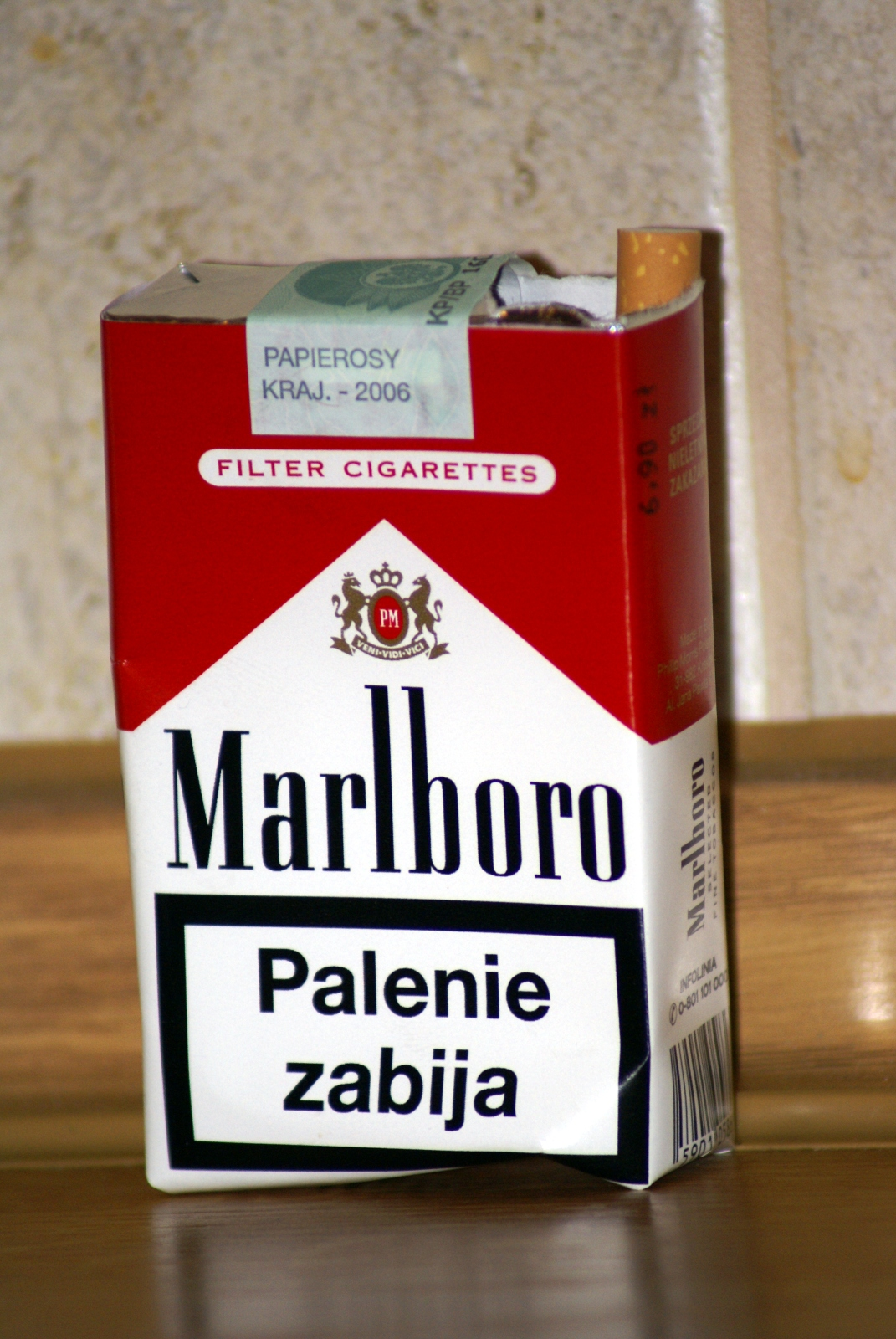
ポーランド（マールボロ）
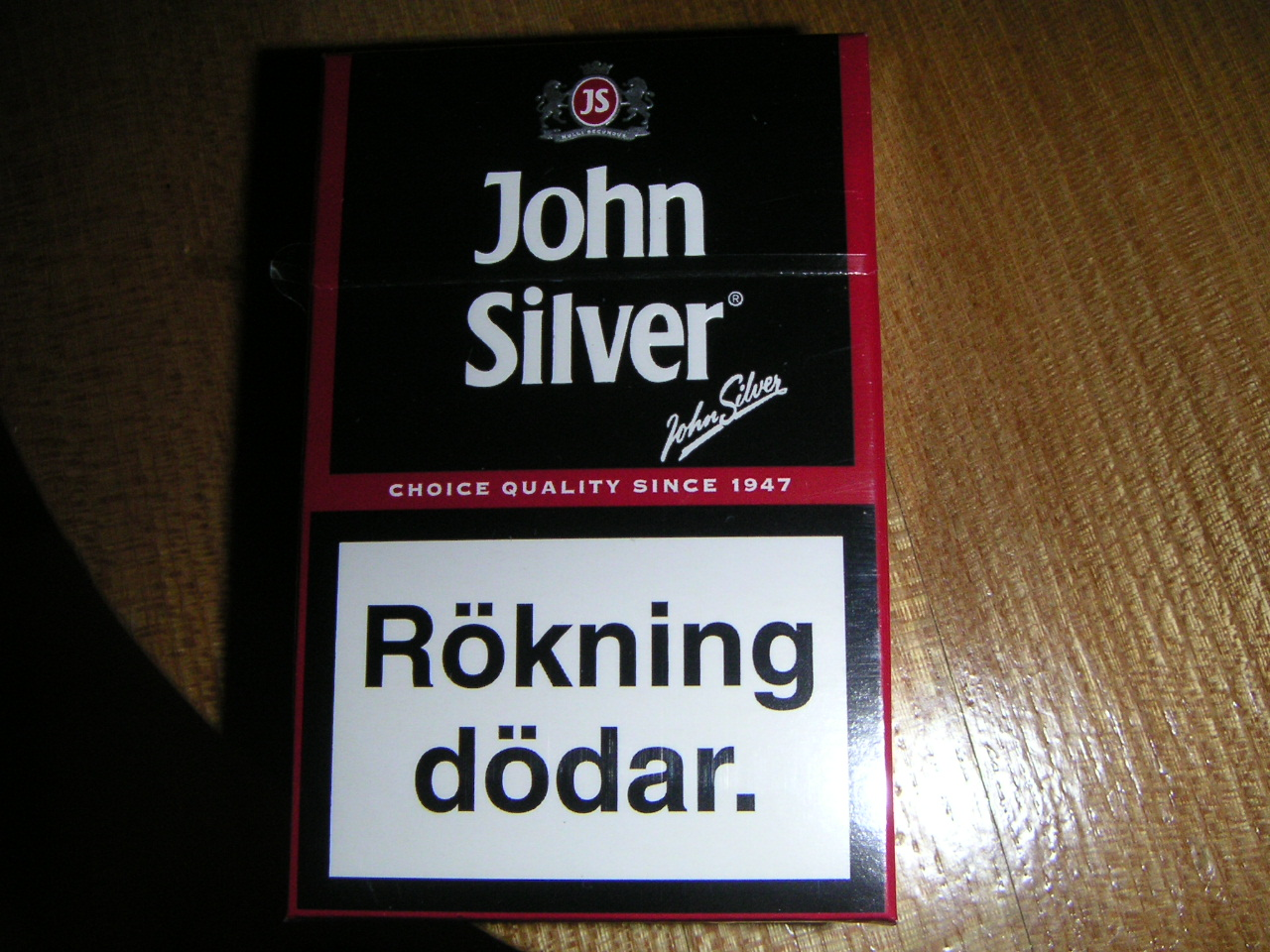
スウェーデン（ジョン・シルバー）
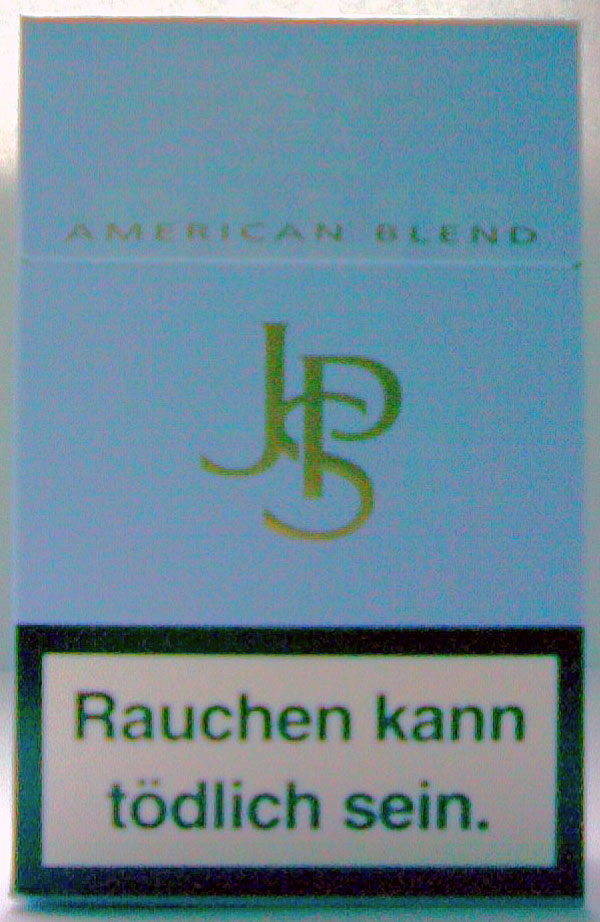
ドイツとオーストリア（JPS）
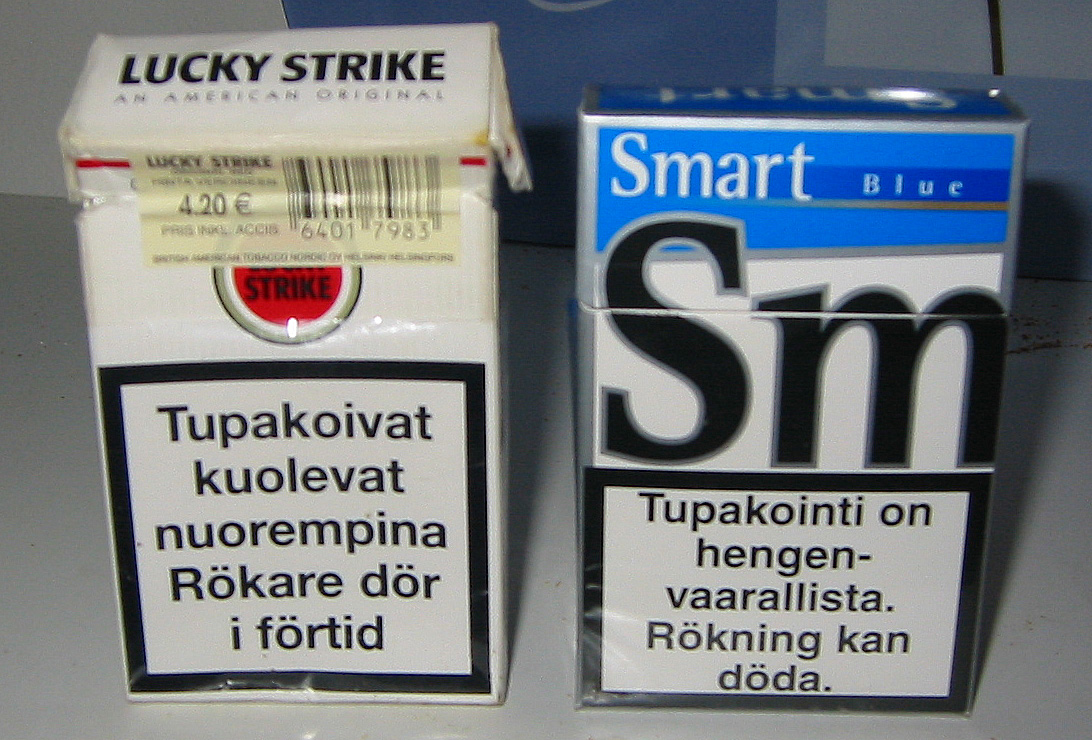
フィンランド（ラッキーストライクとスマート）
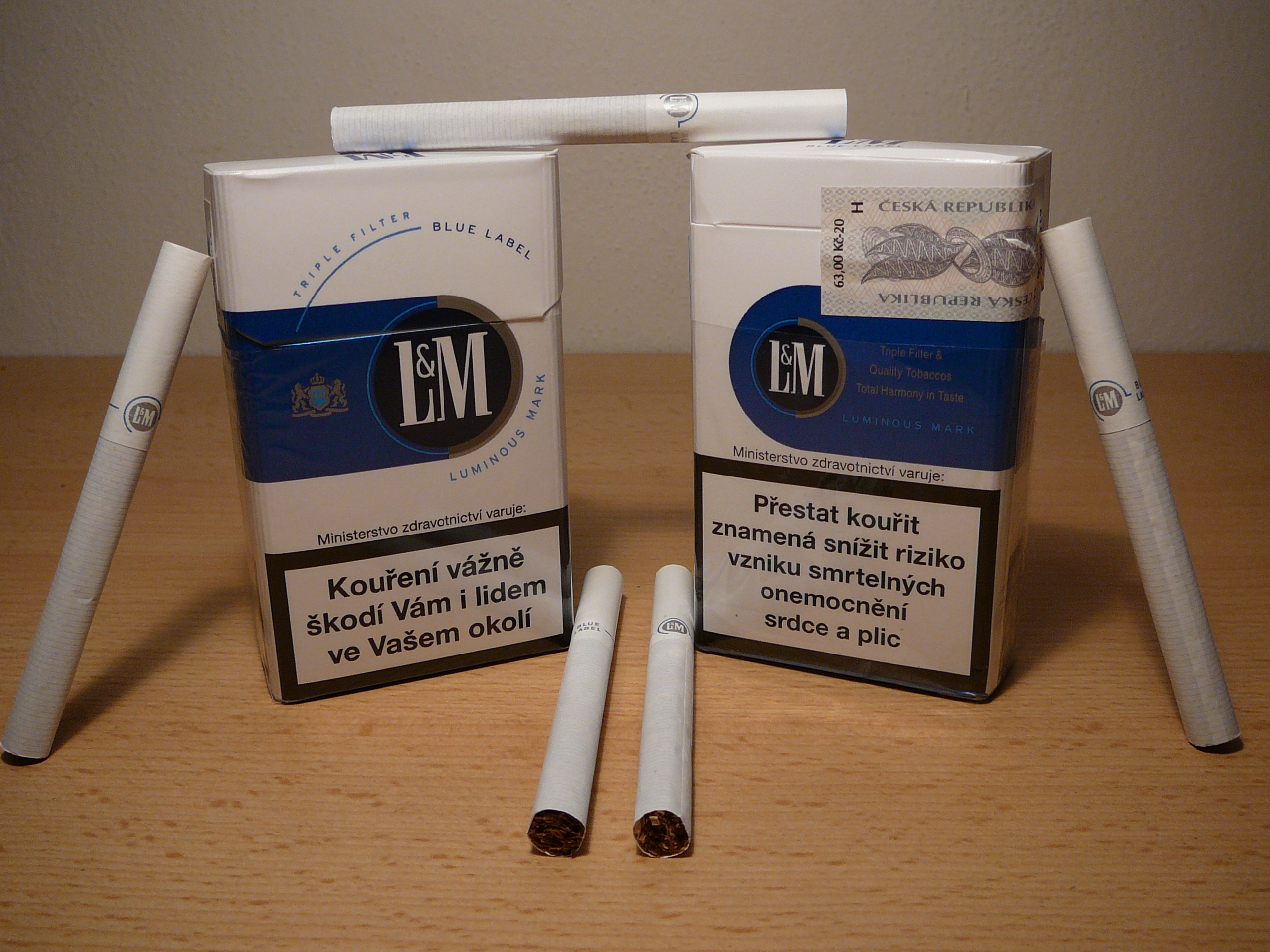
チェコ（L&M）
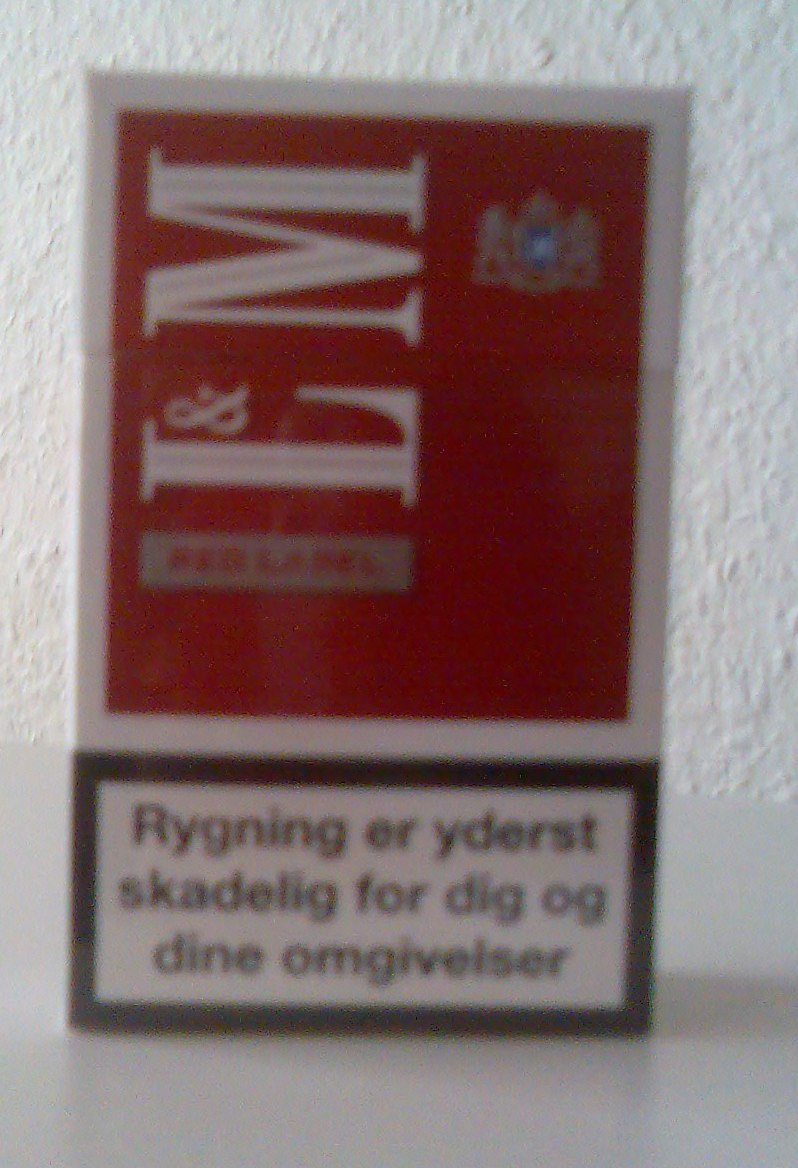
デンマーク（L&M）
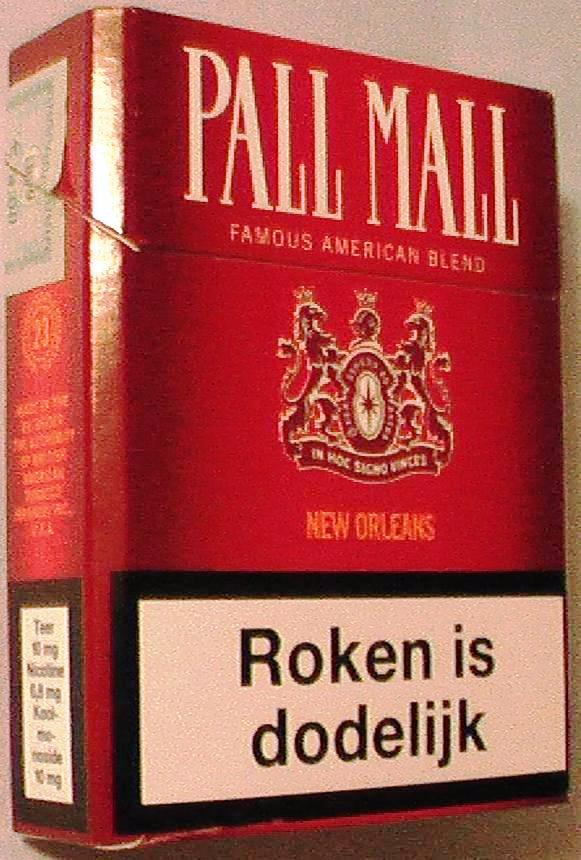
オランダ（ポールモール）
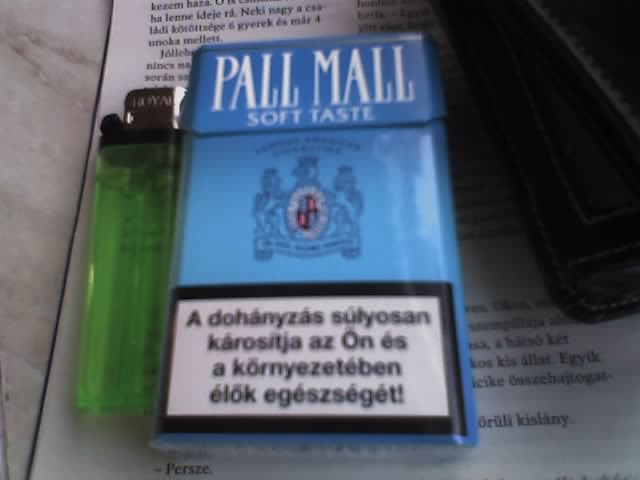
ハンガリー（ポールモール）

## アルゼンチン
アルゼンチンのすべてのたばこの箱に書かれている警告文：El fumar es perjudicial para la salud - 「喫煙は、健康に有害です」
アルゼンチンでは、表記の義務はあるが、サイズに関する明確な規定がなく、企業によって側面のみに表記されている場合（例:フィリップモリス傘下のMassalin-Particulares）と裏面に3割 - 5割の枠を入れて表記されている場合（例:ブリティッシュ・アメリカン・タバコ傘下のNobleza-Piccardo）がある。

## オーストラリア
オーストラリアでは2006年前半、たばこの害に関する表示が新しくなり、喫煙の影響を示す写真が載せられるようになった。2006年3月1日現在、前面の30%、背面の90%を警告に当てなければならなくなった。 背面の、警告文以外の箇所には「未成年に販売することは禁止されている（"Sale to underage persons prohibited."）」との説明文がある。
2011年11月21日に「たばこ包装規制法」（たばこ包装の無地化やロゴの禁止などの簡易包装）が施行されたが、「パッケージデザインに対する知的財産権の侵害」として、フィリップモリスなどが豪政府をISDS条項で、国際連合国際商取引法委員会に訴訟される事態になっている。
以下、たばこの箱に書かれた警告文の例：
- Smoking causes peripheral vascular disease
  - 喫煙は、末梢血管疾患を引き起こします。
- Smoking causes emphysema
  - 喫煙、肺気腫を引き起こします。
- Smoking causes mouth and throat cancer
  - 喫煙は、口と喉に癌を引き起こします。
- Smoking clogs your arteries
  - 喫煙は、あなたの動脈を詰まらせます。
- Don't let children breath your smoke
  - 子供にあなたの煙を吸わせてはいけません。
- Smoking - A leading cause of death
  - 喫煙 - 死因ナンバー1
- Quitting will improve your health
  - やめれば健康になります。
- Smoking harms unborn babies
  - 喫煙は、胎児を傷つけます。
- Smoking causes blindness
  - 喫煙は、失明の原因になります。
- Smoking causes lung cancer
  - 喫煙は、肺癌の原因になります。
- Smoking causes heart disease
  - 喫煙は、心臓病の原因になります。
- Smoking doubles your risk of stroke
  - 喫煙は、脳卒中の危険性を2倍にします。
- Smoking is addictive
  - 喫煙には、依存性があります。
- Tobacco smoke is toxic
  - たばこの煙は有害です。

表と裏に書かれていることは同じ内容であり、裏面がより詳細な情報である。葉巻きたばこや葉たばこの警告文もほぼ同じ文言である。この広告は、たばこでなければ害は少ない、との誤解を解くことを目的としている。
オーストラリアの法律では、たばこに「ライト light」「マイルド mild」「非常にマイルド extra mild」という表示をすることを禁止している。ブレンドたばこは健康に影響しない、という印象を与えないようにするためである。これらのたばこからも一酸化炭素、ニコチン、タールが発生することから、政府は『「すべてのたばこは有害」キャンペーン』（"All Cigarettes are Toxic" campaign）を展開して、これらの表示や広告を禁止している。

## アゼルバイジャン
アゼルバイジャンのたばこに書かれている警告文は小さい。「保健省は、警告します：喫煙は、あなたの健康に害を与えます。」
字が小さい上、文章の最初の部分が見えにくい。

## スイス
スイスには4つの公用語があるが、たばこの警告に使われるのは3言語のみである。第4の言語（ロマンシュ語）の話者は人口の0.5%にすぎず、彼らはドイツ語かイタリア語を理解できる者がほとんどだからである。警告メッセージはたばこの箱、カートンの箱、広告（例えば屋外の看板）に表示される。表記のフォーマットはEUと同様だが、3言語表記する関係で、面積は大きく、表面50%・裏面65%である。
「喫煙は健康に被害を与えます」での例。
- フランス語：Nuit gravement à la santé.
- ドイツ語：Rauchen gefährdet die Gesundheit.
- イタリア語：Fumare mette in pericolo la salute.

## ブラジル
ブラジルは、たばこの箱に警告画像の表示を義務付けた世界で2番目の国である。2001年からは、箱の裏の全面を警告文と画像に当てなければならないと定められている。2008年、政府は主に若者層をターゲットとして、3回目の警告表示改訂を行った 。
2003年以降からの警告文は「Este produto contém mais de 4,7 mil substâncias tóxicas, e nicotina que causa dependência física ou psíquica. Não existem níveis seguros para consumo dessas substâncias.(この製品には4千7百もの有害物質、ニコチンが含まれており、肉体にダメージを与え、中毒にもなります。これだけなら大丈夫、というものではありません。)」となり、全ての箱に表示されている。
このメッセージに加えて、O Ministério da Saúde adverte: ... (保健省は警告します： ...)で始まる、よく知られている喫煙の危険性を紹介している。この文はテレビコマーシャルでも紹介されており、喫煙コマーシャルに対する風当たりが強い今日、さまざまな内容のコマーシャルに使われている。

## カナダ
カナダのたばこ法（Tobacco Act）は、カナダで販売されるすべてのたばこ製品に英語とフランス語の両方で警告を表示することを定めている。警告文及び表示は「たばこ製品ラベル規制」で決められており、2000年導入のものを2011年に強化されている。
すべてのたばこ製品の包装には、カナダ保健省（en:Health Canada）の警告文のいずれかを、パッケージの全面及び後面の75%以上に表示することが要求されている。警告文の無い輸入たばこには、シールを貼り付けて対応する必要がある。
警告は、短い説明文と、その説明に沿った写真の組み合わせになっている。例えば：
警告 たばこは、肺癌を引き起こします。 肺癌の85%は喫煙が原因です。 肺癌患者の80%は3年以内に死亡しています。
その下には、肺癌に冒されている人間の肺の写真が載せられている。
さらには包装の中に、あるいは箱に添えられたカードが付いており、そこには「健康に関する情報(health information messages)」として、よくある疑問や禁煙方法、喫煙と病気の関係などについて書かれている。外装の側面には有害成分及び警告の表示が必要であり、en:Benson & HedgesのBelmont Mildsを例に取ると、
「有毒な放出物/単位あたり：タール 11 - 26mg、ニコチン 1.0 - 2.4mg、一酸化炭素 14 - 28mg、ホルムアルデヒド 0.057mg - 0.14mg、シアン化水素 0.10 - 0.22mg、ベンゼン 0.028 - 0.067mg」「（例）たばこの煙には有毒ガスであるシアン化水素が含まれている - カナダ保健省」
カナダ保健省は、たばこの包装を白黒に限る法律の制定も検討している。その包装のラベルは単純な文字だけに限るとし、たばこの種類によっては病気や中毒の危険が無いと消費者が誤解することが無いよう、「ライト」や「マイルド」といった名称を禁止することも検討している。
詳細は カナダ保健省のウェブサイト を参照のこと。

## 香港
香港法 Chap 371BにSmoking (Public Health) (Notices) Orderと書かれている。
香港では、法により、たばこの包装には、1箱あたりのニコチンとタールの量、喫煙が原因の健康問題数種類を、決められた大きさと面積比率で書くことが義務付けられている。警告は、公用語である英語と繁体字(台湾や香港で使われている字体)の両方で書く決まりである。
警告文はすべて香港特區政府忠告市民 HKSAR GOVERNMENT WARNING(香港特別行政区政府からの警告)で始まっている。
写真に次の文が添えられている。
- 吸煙引致肺癌 Smoking Causes Lung Cancer (喫煙は、肺癌を引き起こします。)
- 吸煙足以致命 Smoking Kills (喫煙は、死をもたらします。)
- 吸煙禍及家人 Smoking Harms Your Family (喫煙は、あなたの家族を害します。)
- 吸煙引致末梢血管疾病 Smoking causes Peripheral Vascular Diseases (喫煙は、閉塞症(Peripheral Vascular Diseases)を引き起こします。)
- 吸煙可引致陽萎 Smoking May Cause Impotence (喫煙は、インポテンツを引き起こすことがあります。)
- 吸煙可加速皮膚老化 Smoking Can Accelerate Aging of Skin (喫煙は、皮膚の老化を早めることがあります。)

さらに、印刷広告には、面積の20%以上を使って次の警告文を書かなければならない。
「香港特別行政区政府からの健康に関する警告」
- 1月～2月 喫煙は、死をもたらします。
- 3月～4月 喫煙は、肺癌を引き起こします。
- 5月～6月 喫煙は、心臓病を引き起こします。
- 7月～8月 喫煙は、肺癌を引き起こします。
- 9月～10月 喫煙は、呼吸器疾患を引き起こします。
- 11月～12月 喫煙は、あなたの子供たちを傷つけます。

## インド
インドで売られているたばこの箱には、ヒンディー語と英語でSMOKING IS INJURIOUS TO YOUR HEALTH(喫煙はあなたの健康を妨げます) と SMOKING CAUSES CANCER(喫煙で癌になります)の文言と警告の絵を掲載することが定められている。教育機関の近くでは、たばこ製品の販売が禁じられており、喫煙所で吸うことが決められている。

## インドネシア
インドネシアで一般的な文言。
- Merokok dapat menyebabkan kanker, serangan jantung, impotensi dan gangguan kehamilan dan janin. (喫煙は妊娠中のガン、心臓発作、無力の原因となり、新生児の健康に影響を及ぼします。) (2014の前に)
- Peringatan: Merokok Membunuhmu (警告：喫煙キル) (2014年)

大文字で、太い枠線の中に書かれている。

## マレーシア
マレーシアでは1976年6月から、たばこのパッケージに警告を書くことを義務付けている。
- AMARAN OLEH KERAJAAN MALAYSIA, MEROKOK MEMBAHAYAKAN KESIHATAN (マレーシア政府からの警告です、喫煙は健康を損ないます。)

2009年1月からマレーシア政府は、たばこのパッケージに、喫煙が長期に及ぼす悪影響について分かるような画像を印刷させるようにしている。

## ニュージーランド
ニュージーランドでは、1974年からたばこのパッケージに警告を表示している。法律により、たばこの被害を説明する恐ろしい写真を載せることが決められている。

## パキスタン
たばこの箱には、健康に与える影響の警告を掲示しなければならない。「たばこを吸うと、あなたの健康を損ないます。パキスタン政府保健省」

## ロシア
共通の文言:
- Минздравсоцразвития России предупреждает: курение вредит Вашему здоровью (ロシア保健省と社会庁からの警告：喫煙はあなたの健康を害します。)

その他の文言:
- Курение — причина раковых заболеваний (喫煙は癌の原因となります。)
- Курение — причина смертельных заболеваний (喫煙は致命的な病気の原因となります。)
- Оградите детей от табачного дыма (喫煙中は子供を近づけないように。)
- Курение табака вызывает никотиновую зависимость (たばこを吸うとニコチン依存症になります。)
- Курение — причина заболеваний сердца (喫煙は心臓疾患の原因となります。)

## シンガポール
- Smoking causes mouth diseases（喫煙は口内の病気の原因となります。）
- Smoking can cause a slow and painful death（喫煙はゆっくりと苦痛を伴う死を招きます。）
- Smoking causes lung cancer（喫煙で肺癌になります。）

これらの警告に添えて、写真による警告も載せなければならない。

## 韓国
大韓民国のたばこの箱に書かれてきた警告文の変遷を述べる。
- 1976年から1989年（側面のみ）
  - 건강을 위하여 지나친 흡연을 삼갑시다 (健康のため、行き過ぎの喫煙はやめましょう。)
- 1989年12月から1989年（側面のみ）
  - 흡연은 폐암 등을 일으킬 수 있으며, 특히 임산부와 청소년의 건강에 해롭습니다 (喫煙は肺癌などの原因となり、特に妊産婦や青少年に有害です。)
- 1996年から2005年3月（両面2割）
  - 前面
    - 흡연은 폐암 등 각종 질병의 원인이 되며, 특히 임신부와 청소년의 건강에 해롭습니다 (喫煙は肺癌や他の病気の原因となり、特に妊産婦や青少年に有害です。)

  - 裏面
    - 19세 미만 청소년에게 판매할 수 없습니다 (19歳未満の青少年への販売は違法です。)
    - 금연하면 건강해지고 장수할 수 있습니다 (たばこを止めたらあなたは健康になり長生きできます。)
    - 흡연은 중풍과 심장병도 일으킵니다 (喫煙は麻痺や心臓病を引き起こします。)
    - 흡연은 사랑하는 자녀의 건강도 해칩니다 (喫煙はあなたの子供にも有害です。)
    - 당신이 흡연하면 다른 사람의 건강도 해칩니다 (喫煙は周りの人も傷つけます)
- 2005年4月から2007年4月（両面3割）
  - 前面
    - 건강을 해치는 담배 그래도 피우시겠습니까? (喫煙は健康に有害です。それでも喫煙しますか？)

  - 裏面
    - 19세 미만 청소년에게 판매할 수 없습니다 (19歳未満の青少年にたばこを売ってはいけません。)
    - 금연하면 건강해지고 장수할 수 있습니다 (禁煙すると健康になり、長生きできます。)
    - 흡연은 중풍과 심장병도 일으킵니다 (喫煙は麻痺と心臓病の原因になります。)
    - 흡연은 사랑하는 자녀의 건강도 해칩니다 (喫煙はあなたの子供に有害です。)
    - 당신이 흡연하면 다른 사람의 건강도 해칩니다 (喫煙は周りの人も傷つけます。)
- 2007年4月から2009年4月（両面3割）
  - 前面
    - 흡연은 폐암 등 각종 질병의 원인이 되며, 특히 임신부와 청소년의 건강에 해롭습니다 (喫煙は肺癌やその他の病気の原因となり、特に妊産婦や青少年に有害です。)

  - 裏面
    - 19세 미만 청소년에게 판매 금지! 당신 자녀의 건강을 해칩니다 (19歳未満の青少年への販売禁止！あなたの子供の健康を害します。)
- 2009年4月から2011年4月
  - 前面
    - 건강에 해로운 담배, 일단 흡연하게 되면 끊기가 매우 어렵습니다 (喫煙は健康への害があります。いちど喫煙を始めたら、止めるのは非常に難しいです。)

  - 背面
    - 19세 미만 청소년에게 판매 금지! 당신 자녀의 건강을 해칩니다 (19歳未満の青少年への販売禁止！あなたの子供の健康を害します。)

## 台湾
中華民国（台湾）の警告文は「行政院衛生署警告」で始まっている。
- 吸菸有害健康 (喫煙は健康に有害です。)
- 孕婦吸菸易導致胎兒早產及體重不足 (妊娠中の喫煙は早産や体重不足の原因となります。)
- 抽菸會導致肺癌﹑心臟病﹑氣腫及與懷孕有關的問題 (喫煙は肺癌、心臓病、気腫の原因となり、妊娠にも悪影響を与えます。)
- 吸菸害人害己 (喫煙は他人にも自分にも害があります。)
- 懷孕婦女吸菸可能傷害胎兒、導致早產及體重不足 (妊娠中の喫煙は、胎児を傷つけ、早産や体重不足の原因となります。)
- 戒菸可減少健康的危害 (禁煙すれば不健康が解消されます。) - 今では使われていない。

## タイ
タイでは、写真や歯や気管の絵を使った警告 をたばこの箱の前面に書いている。最近の調査で、この警告をきっかけに禁煙について考えた喫煙者が多かったことが分かった。

## アメリカ合衆国
次のような警告文が書かれている。
- Caution: Cigarette Smoking May be Hazardous to Your Health.
  - 注意：たばこを吸うと、あなたの健康に危険が迫ります。(1966年)
- Warning: The Surgeon General of the United States Has Determined that Cigarette Smoking is Dangerous to Your Health.
  - 警告： 公衆衛生局長官は、たばこを吸う事は間違いなく健康に危険を与えると判断しました。(1970年)
- SURGEON GENERAL'S WARNING: Smoking Causes Lung Cancer, Heart Disease, Emphysema, And May Complicate Pregnancy.
  - 公衆衛生局長官による警告：喫煙は肺癌、心臓病、気腫を引き起こし、また、妊娠合併症を起こします。
- SURGEON GENERAL'S WARNING: Quitting Smoking Now Greatly Reduces Serious Risks to Your Health.
  - 公衆衛生局長官による警告：今喫煙をやめれば、あなたの健康リスクは激減します。
- SURGEON GENERAL'S WARNING: Smoking By Pregnant Women May Result in Fetal Injury, Premature Birth, And Low Birth Weight.
  - 公衆衛生局長官による警告：妊婦の喫煙は、胎児に危害を与え、早産や未熟児の原因となります。
- SURGEON GENERAL'S WARNING: Cigarette Smoke Contains Carbon Monoxide.
  - 公衆衛生局長官による警告：たばこの煙には一酸化炭素が含まれます。

たばこの箱に健康に関する警告を出すのはアメリカが始めたことだが、今日では他国に比べると表示が小さい。警告の文字は小さく、箱の横に書かれているだけであり、背景色も箱の他の箇所と同じであり、他の説明文と同じフォントで印字されているため、目立たない。

## ベネズエラ
ベネズエラでは長い間、たばこの箱の警告文は、側面に小さな文字で書かれているのみであった。
"Se ha determinado que el fumar cigarrillos es nocivo para la salud" (たばこを吸うことはあなたの健康に被害を与えることが分かっています。)
2007年現在は、ブラジルと同様に、裏面に大きな文字で画像と共に印刷されている：
- Este producto es dañino para la salud y produce adicción (この製品は、健康に害があり、習慣性があります。)
- Fumar causa mal aliento, pérdida de muelas y cancer de boca (喫煙で口臭が酷くなり、虫歯になり、口腔癌を引き起こします。)
- Fumar causa cancer de pulmón, tos, enfisema pulmonar y bronquitis crónica (喫煙は、肺癌、せき、肺気腫、慢性気管支炎を引き起こします)
- Fumar causa infarto al corazón (喫煙は心臓病の原因となります。)
- Fumar durante el embarazo daña la salud de tu bebé (妊娠中の喫煙は胎児に害を与えます。)
- Los niños y niñas comienzan a fumar al ver adultos fumando (子供は大人が吸うのを見て真似します。)
- Fumar cigarrillos durante el uso de anticonceptivos orales aumenta el riesgo de trombosis (経口避妊薬を飲んでいる人が喫煙すると、血栓症の可能性を高めます。)
- Fumar causa impotencia en los hombres (男性が喫煙すると、インポテンツを引き起こします。)
- Dejar de fumar mejora tu salud y prolonga la vida (禁煙すると健康になり、寿命が延びます。)
- El humo del cigarrillo afecta tambien a quien no fuma (たばこを吸うと、周りの吸わない人にも害が及びます。)